# Штефан Германн
Штефан Германн (нім. Stefan Hermann; нар. 13 грудня 1959) — колишній західнонімецький тенісист.
Найвищу одиночну позицію світового рейтингу — 209 місце досяг 16 липня 1984, парну — 96 місце — 22 квітня 1985 року.
Найвищим досягненням на турнірах Великого шолома було 2 коло в парному та змішаному парному розрядах.

## Титули на челленджерах

### Парний розряд: (2)
| Ранг | Рік  | Турнір                        | Покриття | Партнер      | Суперники                      | Рахунок  |
| ---- | ---- | ----------------------------- | -------- | ------------ | ------------------------------ | -------- |
| 1.   | 1984 | Білефельд, Західна Німеччина  | Ґрунт    | Петер Ельтер | Гюб ван Букел Ян Ванланґендонк | 6–4, 6–4 |
| 2.   | 1984 | Новий Ульм, Західна Німеччина | Ґрунт    | Браян Левін  | Едуардо Онсінс Фернандо Роезе  | 6–4, 7–5 |